# 陳田汽配城
陈田汽配城位於广州市白云大道78号陈田村，是一個自發形成的汽車零件集散地，近50000平方米聚集了三百家以上各式汽車零配件批發零售商，有新品也有二手貨買賣。2001年起由政府介入規劃整頓，分為幾個市場區，2016年正在建设中的市场北1区、北2区開幕，2019年4月起陸續拆除。